# Axel Sandwall
Axel Fredrik Sandwall, född 5 juli 1857 i Lidköping, död 17 november 1934, var en svensk bankdirektör. Han var son till Jonas Sandwall.
Efter mogenhetsexamen 1876 bedrev Sandwall studier i utlandet 1877–80, blev bokhållare i Société Générale i Colmar, Elsass, 1880, blev t.f. bokhållare vid Kristianstads Enskilda Banks avdelningskontor i Helsingborg 1881; blev bokhållare vid Wermlands Enskilda Bank i Karlstad 1881, kamrer där 1896 samt var bankens verkställande direktör 1905–18 och styrelseordförande 1911–22.